# In the Fire
In the Fire è un film thriller del 2023 diretto da Conor Allyn, con protagonista Amber Heard.

## Trama
Nel 1890, una psichiatra americana viene chiamata a visitare un bambino in una remota località della Colombia rurale che gli autoctoni, guidati dal carismatico gesuita Gavira, credono essere posseduto dal demonio.

## Produzione
Il film, di produzione italiana e statunitense, è stato girato in Puglia a partire dal febbraio 2022.

## Distribuzione
Il film è stato presentato in anteprima il 24 giugno 2023 al Taormina Film Fest. È stato distribuito nelle sale cinematografiche italiane da RS Productions a partire dal 14 settembre 2023.